# Neothemara digressa
Neothemara digressa är en tvåvingeart som beskrevs av Hardy 1986. Neothemara digressa ingår i släktet Neothemara och familjen borrflugor. Inga underarter finns listade i Catalogue of Life.